# Печенев, Вадим Алексеевич
Вадим Алексеевич Печенев (8 июня 1940, Махачкала — 19 марта 2004) — советский, российский научный и государственный деятель. доктор философских наук, профессор. Действительный государственный советник Российской Федерации 1-го класса; политический советник трёх генеральных секретарей ЦК КПСС и одного президента России.

## Биография
В 1962 г. окончил философский факультет Московского университета. В 1962—1965 гг. — ассистент кафедры Северо-Кавказского горно-металлургического института (Орджоникидзе). В 1967 г. окончил аспирантуру Института мировой экономики социалистической системы АН СССР.
В 1967—1969 гг. — младший, затем старший научный сотрудник Института мировой экономики и международных отношений АН СССР. В 1971—1975 гг. — консультант редакции журнала «Проблемы мира и социализма» (Прага).
В 1975—1984 гг. работал в группе консультантов Отдела пропаганды ЦК КПСС (лектор, консультант, руководитель группы). В 1984—1985 гг. — помощник Генерального секретаря ЦК КПСС; затем работал заместителем главного редактора журнала «Политическое самообразование» (1985—1989), профессором Московской высшей партийной школы (1990—1991).
В 1991—1993 гг. заведовал информационно-методическим сектором Совета Национальностей Верховного Совета Российской Федерации; одновременно с 1992 г. — ответственный редактор информационного бюллетеня Совета Национальностей «Этнополитический вестник России».
С сентября 1993 по 10 января 1994 г. — заместитель председателя Государственного комитета Российской Федерации по делам федерации и национальностей; затем — заместитель начальника Управления Администрации Президента Российской Федерации по работе с территориями; с 1996 — руководитель Главного программно-аналитического управления Президента Российской Федерации.
В 1996—1998 гг. — эксперт по вопросам этнополитологии и геополитики, руководитель группы политических аналитиков Инкомбанка; одновременно — профессор Российской академии государственной службы при Президенте РФ.
В 1998—1999 гг. — первый заместитель министра национальной политики Российской Федерации.
Был также заместителем председателя Совета Ассамблеи народов России.
В 1995 г. баллотировался в Государственную думу по Чертановскому избирательному округу № 204 (Москва), однако не был избран депутатом, заняв 6-е место с 2,3 % голосов (6282 голоса из 271 347 голосовавших). На выборах в Государственную думу 1999 г. баллотировался от избирательного объединения «Всероссийское общественно-политическое движение „Духовное наследие“» (№ 18 в региональном списке по Москве и Московской области); также не был избран депутатом, заняв 7-е место с 1,5 % голосов (4558 голоса из 294 980 голосовавших).
Владел немецким и турецким языками.

### Семья
Жена (с 22 июля 1967) — Наталия Дмитриевна Фатеева (1941 г.р.), кандидат экономических наук, социолог. (Канд.дисс. на тему — «Экономические проблемы Франции и ассоциированных стран Африки в рамках Общего рынка»). В наст. время — научный сотрудник Института социологии РАН. Живет и работает в Москве.
- дочь Дарья Вадимовна Печенева-Шанэ, выпускница МГУ и Сорбонны; живёт и работает в Париже.

## Научная деятельность
В 1967 г. защитил кандидатскую диссертацию на тему «Революционизирующее воздействие мировой системы социализма на национально-освободительное движение (проблемы методологии)»; в 1985 г. — докторскую диссертацию на тему «Социалистический идеал и реальный социализм (социально-политические и гносеологические аспекты проблемы)». В. А. Печенев неоднократно являлся ред. или членом ред. колл. различных науч. сборников и колл. монографий.
Автор научных работ по проблемам философии отечественной истории, политологии и этнополитологии.
В 2001 г. был главным разработчиком первого в истории России проекта федерального Закона «О русском народе».

### Избранные труды
Источник — Электронные каталоги РНБ Архивная копия от 3 марта 2016 на Wayback Machine.
- Печенев В. А. Взлет и падение Горбачева : Глазами очевидца : (Из теорет.-мемуар. размышлений : 1975—1991 гг.). — М.: Республика, 1996. — 283 с. — 5000 экз. — ISBN 5-250-02596-X.
- Печенев В. А. Владимир Путин — последний шанс России? : Заметки полит. советника трех генер. секретарей и одного президента. — М.: ИНФРА-М, 2001. — 167 с. — 3000 экз. — ISBN 5-16-000649-4.
- Печенев В. А. Горбачев: к вершинам власти : Из теорет.-мемуар. размышлений. — М.: Господин Народ : Изд. центр «Феномен человека», 1991. — 191 с. — 50 000 экз.
- Печенев В. А. Истина и справедливость : (Размышления о нравств.-филос. аспектах пробл.). — М.: Политиздат, 1989. — 254 с. — 50 000 экз. — ISBN 5-250-00672-8.
- Печенев В. А. Россия многонациональная: опять на распутье? — М.: Республика, 1999. — 93 с. — 3000 экз. — ISBN 5-250-02739-3.
- Слово о молодежи : Кн. для чтения и размышления : [Учеб. пособие] / Сост.: В. А. Печенев и др.. — М.: Политиздат, 1990. — 313 с. — (Для системы политической учебы). — 50 000 экз. — ISBN 5-250-01417-8.
- Печенев В. А. «Смутное время» в новейшей истории России, (1985—2003) : Ист. свидетельства и размышления участника событий. — М.: Норма, 2004. — 365 с. — 3000 экз. — ISBN 5-89123-792-X.
- Печенев В. А. Социалистический идеал и реальный социализм. — М.: Политиздат, 1984. — 367 с. — 65 000 экз.
- Печенев В. А. Социалистический идеал и реальный социализм : (Некоторые методол. аспекты пробл.). — М.: Знание, 1984. — 53 с. — (Новое в жизни, науке, технике. Научный коммунизм ; 4). — 38 890 экз.
- Печенев В. А. Социалистический идеал и реальный социализм : (Социал.-полит. и гносеол. аспекты пробл.) : Автореф. дис. … д-ра филос. наук. — М., 1984. — 48 с.
- Печенев В. А. Социалистический идеал и социальная действительность : (Некоторые методол. аспекты пробл.). — М.: Знание, 1984. — 64 с. — (Новое в жизни, науке, технике. Философия ; 9). — 28 500 экз.

## Награды и звания
- орден Дружбы народов
- медаль «Защитнику свободной России» (1994)[10] — за исполнение гражданского долга при защите демократии и конституционного строя 19—21 августа 1991 года, большой вклад в проведение в жизнь демократических преобразований, укрепление дружбы и сотрудничества между народами
- Действительный государственный советник Российской Федерации 1-го класса (12 июня 1996 г.)